# Krummenerl
Krummenerl ist ein kleiner Ort auf dem Gebiet der sauerländischen Stadt Meinerzhagen im Märkischen Kreis (Nordrhein-Westfalen, Deutschland). 

## Geographische Lage
Krummenerl liegt innerhalb des Naturparks Ebbegebirge an der Lister, dem westlichen Hauptzufluss der Listertalsperre, die westlich an den Biggesee angrenzt, und gehört somit zum „Listertal“. 

## Verkehr
Der Bahnhof Krummenerl ist Endpunkt der Bahnstrecke von Meinerzhagen ins Listertal (siehe Bahnstrecke Meinerzhagen–Krummenerl). Diese Verbindung wurde zwischen den Jahren 1912 und 1927 (mit Unterbrechung während des Ersten Weltkrieges) gebaut und am 21. Juni 1927 eröffnet. Ursprünglich hätte sie über Olpe weiter nach Kreuztal gebaut werden sollen. Das Verkehrsprojekt wurde aber aufgrund zweier Weltkriege sowie aus Geldmangel aufgegeben und blieb unvollendet. Deshalb heißt diese Strecke im Volksmund auch Die Unvollendete. Den damaligen Plänen zufolge hätte Hunswinkel einen Bahnhof und Dumicke einen Haltepunkt bekommen, bei Eichhagen wäre die Strecke in die Bahnstrecke Finnentrop–Freudenberg eingemündet. Personenverkehr findet seit 1955 nicht mehr statt.

## Industrie
Kennzeichnend für Krummenerl sind mehrere Steinbrüche, in denen Steine im Tagebau gewonnen werden, aus denen Schotter gemacht wird, der später für den Bau von Gleisanlagen (als Unterbau für Gleise der Bahn) verwendet wird. Die Schotterbetriebe in Krummenerl sind wichtige große Lieferanten für die DB Netz.

## Straßennetz
Von Krummenerl und dem Nachbarort Hunswinkel führen Landstraßen in folgende Richtungen:
- L 707 Richtung Valbert–Herscheid
- L 708 Richtung Attendorn (–Olpe)
- L 708 Richtung B 55 Drolshagen-Wegeringhausen (–Bergneustadt)
- L 709 Richtung Österfeld (–Meinerzhagen)
- L 869 Richtung B 54 Hespecke–Lüdespert–Gummersbach-Lieberhausen